# CLOVE-Syndrom
Das CLOVE-Syndrom, Akronym für Congenital Lipomatous Overgrowth, Vaskuläre Fehlbildung und Epidermaler Nävus, ist ein sehr seltenes angeborenes Fehlbildungssyndrom mit den namensgebenden Hauptmerkmalen. Das Syndrom gehört zu den PIK3CA-assoziierten Großwuchssyndromen (PROS), einer Untergruppe der Großwuchssyndrome.
Synonyme sind: CLOVES-Syndrom (mit Skoliose); Kongenitaler lipomatöser Überwuchs - vaskuläre Fehlbildung - epidermale Naevi – Skelettanomalien; Kongenitaler lipomatöser Überwuchs - vaskuläre Fehlbildung - epidermale Nävi.
Die Erstbeschreibung stammt wohl aus dem Jahre 1867 durch Hermann Friedberg.
Das Akronym wurde im Jahr 2007 durch die US-amerikanische Humangenetikerin Julie C. Sapp und Mitarbeiter geprägt.

## Verbreitung
Die Häufigkeit wird mit unter 1 zu 1.000.000 angegeben.

## Ursache
Der Erkrankung liegt ein Mosaik postzygotisch aktivierender Mutationen im PIK3CA-Gen auf Chromosom 3 Genort q26,32 zugrunde, welches für die Phosphatidylinositol 3-Kinase kodiert.

## Klinische Erscheinungen
Klinische Kriterien sind:
- Manifestation im Neugeborenen- oder Kleinkindesalter
- sehr ungleichmäßige Fettverteilung (Lipomatose)
- Überwuchs benachbarter Knochen ohne Deformität
- Skoliose

Hinzu können Asymmetrie des Schädels, Epilepsie, Hemimegalenzephalie, Balkenmangel kommen.

## Differentialdiagnose
Abzugrenzen ist das Proteus-Syndrom.

## Behandlung
Im Jahr 2018 demonstrierten Guillaume Canaud, Nephrologe am Pariser Kinderkrankenhaus Hôpital Necker–Enfants malades, und sein Team an neunzehn Patienten die Wirksamkeit eines neuen Medikaments, Alpesilib (BYL719), und veröffentlichten die Ergebnisse in der renommierten Fachzeitschrift Nature. Bereits in den ersten Tagen der Behandlung zeigten die Patienten eine dramatische Verbesserung ihres Allgemeinzustands. Nach sechs Monaten Behandlung waren alle am Leben und es wurde kein chirurgischer Eingriff vorgenommen.
Canaud erhielt für diese Entdeckung im Oktober 2019 den Line Renaud-Loulou Gasté-Preis für medizinische Forschung und im Jahr 2022 den "Galien France 2022"-Preis.
Im April 2022 erteilte die US-amerikanische Arzneimittelbehörde FDA die Marktzulassung für Alpelisib8.